# Erec Bruckert
Erec Bruckert (* 28. Februar 1997) ist ein deutscher Bobsportler und ehemaliger Leichtathlet. 

## Sportliche Erfolge

### Weltmeisterschaften
- 2024: 2. Platz – Winterberg (GER) – Viererbob
- 2023: 4. Platz – St. Moritz (SUI) – Viererbob

### Junioren-Weltmeisterschaften
- 2020: 2. Platz – Winterberg (GER) – Viererbob
- 2020: 2. Platz – Winterberg (GER) – Zweierbob
- 2020: 16. Platz – Winterberg (GER) – Zweierbob
- 2019: 5. Platz – Berchtesgaden-Königssee (GER) – Viererbob

### Europameisterschaften
- 2024: 3. Platz – Sigulda (LAT) – Zweierbob
- 2023/2024: 2. Platz – Innsbruck-Igls (AUT) – Viererbob
- 2023: 1. Platz – Altenberg (GER) – Zweierbob
- 2023: 4. Platz – Altenberg (GER) – Viererbob

### Junioren-Europameisterschaften
- 2021: 4. Platz – Berchtesgaden-Königssee (GER) – Zweierbob

### Weltcup
- 2023/2024: 1. Platz – Peking (CHN) – Viererbob
- 2023/2024: 2. Platz – La Plagne (FRA) – Viererbob
- 2023/2024: 2. Platz – Innsbruck-Igls (AUT) – Viererbob
- 2023/2024: 1. Platz – St. Moritz (SUI) – Viererbob
- 2023/2024: 2. Platz – Lillehammer (NOR) – Viererbob
- 2022/2023: 3. Platz – Innsbruck-Igls (AUT) – Viererbob
- 2022/2023: 3. Platz – Whistler (CAN) – Zweierbob
- 2022/2023: 2. Platz – Park City (USA) – Viererbob
- 2022/2023: 4. Platz – Lake Placid (USA) – Viererbob
- 2022/2023: 3. Platz – Winterberg (GER) – Viererbob
- 2022/2023: 3. Platz – Altenberg (GER) – Viererbob
- 2022/2023: 1. Platz – Altenberg (GER) – Zweierbob
- 2022/2023: 3. Platz – Innsbruck-Igls (AUT) – Viererbob
- 2022/2023: 4. Platz – Altenberg (GER) – Viererbob
- 2021/2022: 9. Platz – Sigulda (LAT) – Zweierbob
- 2021/2022: 4. Platz – Winterberg (GER) – Viererbob
- 2021/2022: 4. Platz – Altenberg (GER) – Viererbob
- 2021/2022: 2. Platz – Innsbruck-Igls (AUT) – Viererbob

### Europacup
- 2020/21: 14. Platz – Winterberg (GER) – Zweierbob
- 2020/2021: 1. Platz – Innsbruck-Igls (AUT) – Viererbob
- 2020/2021: 1. Platz – Innsbruck-Igls (AUT) – Viererbob
- 2020/2021: 5. Platz – Berchtesgaden-Königssee (GER) – Zweierbob
- 2019/2020: 4. Platz – Altenberg (GER) – Viererbob
- 2019/2020: 3. Platz – Winterberg (GER) – Viererbob
- 2019/2020: 4. Platz – Innsbruck-Igls (AUT) – Viererbob
- 2018/2019: 4. Platz – Altenberg (GER) – Zweierbob
- 2018/2019: 4. Platz – Winterberg (GER) – Zweierbob
- 2018/2019: 4. Platz – Innsbruck-Igls (AUT) – Zweierbob
- 2018/2019: 9. Platz – Innsbruck-Igls (AUT) – Viererbob
- 2018/2019: 3. Platz – Innsbruck-Igls (AUT) – Viererbob
- 2018/2019: 4. Platz – Innsbruck-Igls (AUT) – Viererbob